# Eivind Gullberg Jensen
Eivind Gullberg Jensen (1er avril 1972 en Norvège) est un chef d'orchestre norvégien.

## Biographie
Eivind Gullberg Jensen étudie d'abord le violon et la musicologie à Trondheim, puis il étudie avec Jorma Panula, à Stockholm, et Leopold Hager à Vienne. Il participe à l'Aspen Music Festival en 2005 et au classes de maître de Kurt Masur.
Il a travaillé avec de nombreux orchestres norvégiens ou à étranger, notamment à l'Opéra comique de Berlin, à l'Opéra de Zurich, à l'English National Opera, avec le Festspielhaus de Baden-Baden, avec le Deutsches Symphonie-Orchester de Berlin, l'Orchestre symphonique de Vienne, le Mahler Chamber Orchestra, l'Orchestre Radio-Symphonique de Berlin, l'Orchestre de Paris, Orchestre philharmonique d'Oslo, l'Orchestre national de France, les philharmoniques de Londres et Munich, ainsi que le Gewandhaus de Leipzig,.
Pour la saison 2009/2010, et jusqu'en 2013, il est chef d'orchestre de l'Orchestre philharmonique de la radio NDR et dirige l'orchestre douze semaines par saison,,.

## Discographie
- Grieg, Concerto pour piano - Miroslav Kultyshev, piano ; NDR Radiophilharmonie, dir. Eivind Gullberg Jensen (2009, Orfeo C 815 121 A) (BNF 43516704)
- Tchaïkovski, Nielsen : Concertos pour violon et orchestre - Vilde Frang, violon ; Orchestre symphonique de la radio danoise, dir. Eivind Gullberg Jensen (29-31 août 2011, EMI Classics 6 02570 2) (OCLC 800458503)
- Puccini, La Bohème -  Vasilij Ladjuk, baryton (Marcello) ; Marita Sølberg, soprano (Mimi) ; Orchestre de l'opéra national norvégien, dir. Eivind Gullberg Jensen. - réalisation : Stein-Roger Bull ; mise en scène : Heike Scheele (2012, DVD Electric picture EPC01DVD) (BNF 42752483)
- Grieg, Concerto pour piano - Shani Diluka, piano ; Orchestre national Bordeaux Aquitaine, dir. Eivind Gullberg Jensen (2013, Mirare MIR 026) (BNF 43589860)